# Iker Romero
Iker Romero Fernández (ur. 15 czerwca 1980 roku w Vitorii) – hiszpański piłkarz ręczny, reprezentant kraju występujący na pozycji lewego rozgrywającego.
W 2005 roku zdobył złoty medal mistrzostw świata.
Podczas igrzysk olimpijskich 2008 w Pekinie zdobył brązowy medal olimpijski.

## Sukcesy

### Reprezentacyjne
- 2005 –  – Mistrzostwo świata
- 2006 –  – Wicemistrzostwo Europy
- 2008 –  – Brązowy medal olimpijski
- 2011 -  - Brązowy medal mistrzostw świata

### Klubowe
- 2005, 2011 –  – Liga Mistrzów
- 2006, 2011 –  – Mistrzostwo Hiszpanii
- 2004, 2007, 2009 –  – Puchar Króla
- 2002, 2003 –  – Puchar Europy
- 2004 –  – Superpuchar Europy
- 2003, 2006, 2008, 2009, 2011 –  – Superpuchar Hiszpanii
- 2008, 2009, 2010 –  – Wicemistrzostwo Hiszpanii
- 2004, 2007, 2009, 2010 –  – Puchar Króla
- 2010, 2011 –  Puchar ASOBAL
- 2010 –  – Finalista Ligi Mistrzów

## Nagrody indywidualne
- 1999, 2000, 2001 – Najlepszy junior roku w Hiszpanii
- 2006 – Najlepszy lewy rozgrywający mistrzostw Europy, rozgrywanych w Szwajcarii
- Najlepszy lewy rozgrywający sezonu 2004/2005 oraz 2005/2006 w Lidze ASOBAL
- Król strzelców Ligi ASOBAL w sezonie 2007/2008